# 文莱地理
文莱达鲁萨兰国是东南亚的一个岛国，地处加里曼丹岛西北部，北临南中国海，东、南、西三面与马来西亚砂拉越州接壤并被分隔成互不相连的东、西两部分。海岸线长约161公里，沿海为平原，内地多山地，有33个岛屿。
森林覆盖率约75%。属热带雨林气候，全年分旱季和雨季。年均气温28℃。

## 河流
文莱主要有四大河流：文莱河、都东河、马来奕河及淡布隆河。主要河流按流域面积算，分别是：
1. Belait，白拉奕河，流域面积为0.24万平方公里。占该国面积41.6%。
2. Tutong，都东河，流域面积为0.13万平方公里。